# Vanadium
Pour les articles homonymes, voir V.
Le vanadium est l'élément chimique de numéro atomique 23, de symbole V.
C'est un métal rare, dur et ductile que l'on trouve dans certains minerais. Il est principalement utilisé dans les alliages.

## Isotopes
Le vanadium possède 26 isotopes connus de nombre de masse variant entre 40 et 65, et cinq isomères nucléaires. Les deux seuls isotopes naturels sont le 51V, qui est stable et représente 99,75 % du vanadium existant sur Terre, et le radioisotope 50V qui a une demi-vie particulièrement longue de 1,4×1017 années (10 millions de fois l'âge de l'univers) pour les 0,25 % restant. De ce fait, le vanadium est un élément monoisotopique, mais pas un élément mononucléidique. Sa masse atomique standard est de 50,941 5(1) u, très proche de la masse isotopique de 51V.

## Caractéristiques

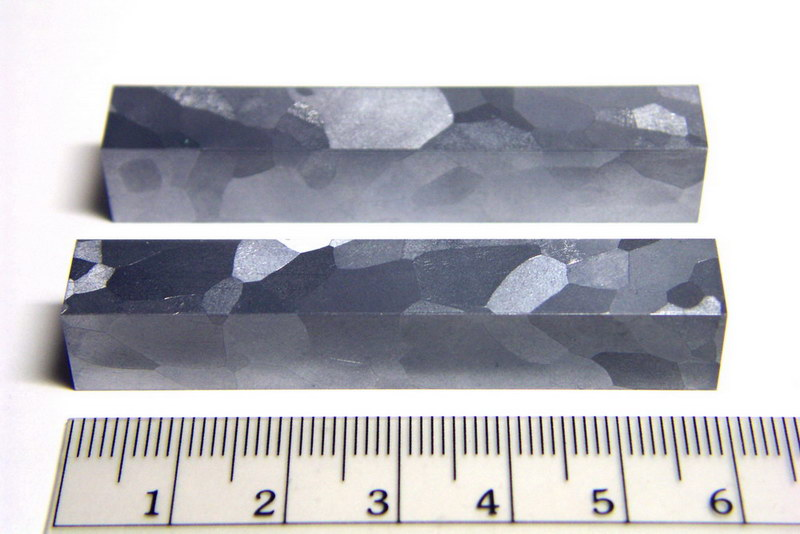
Deux lingots de vanadium, à cristaux macroscopiques.

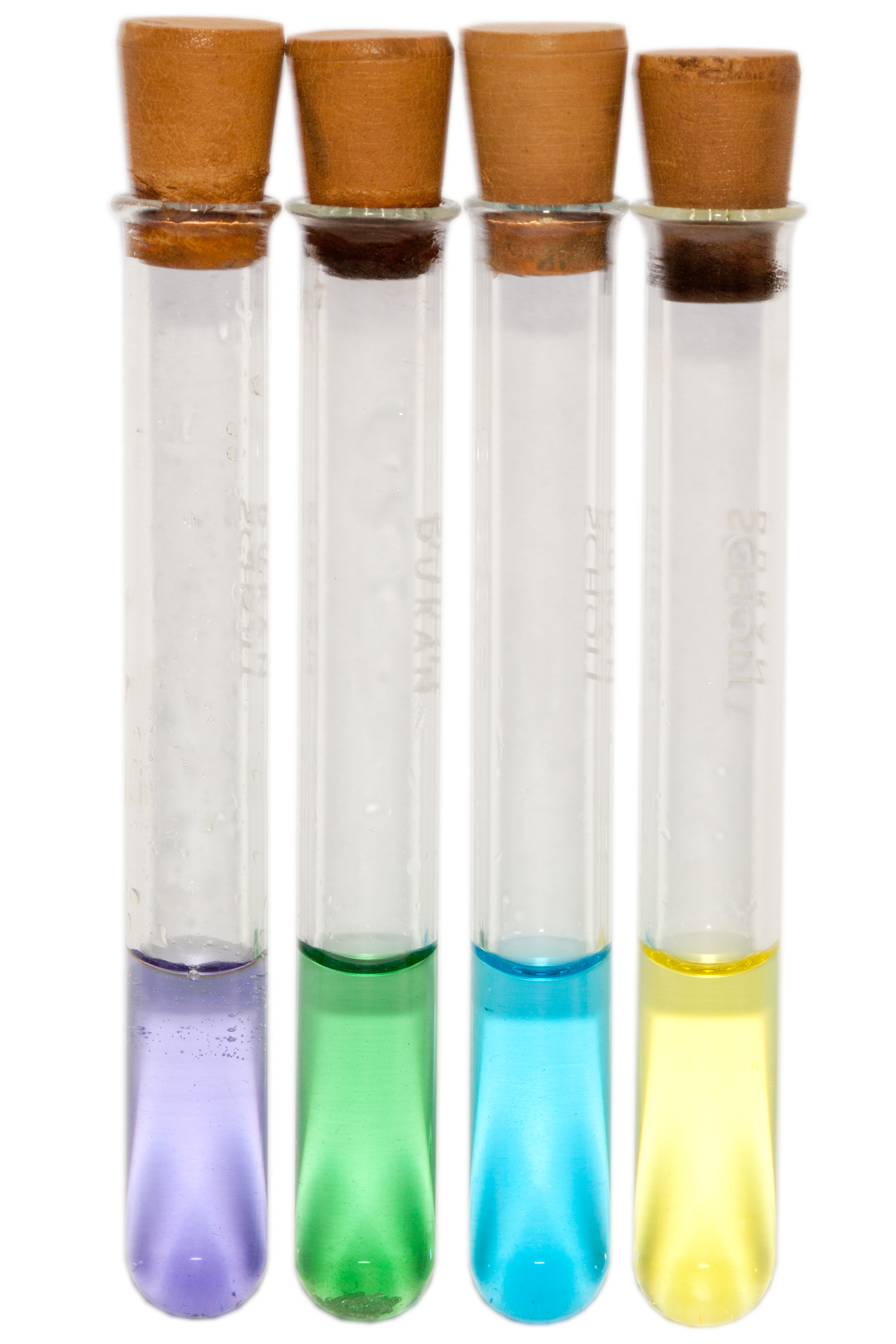
Les différents états d'oxydation du vanadium. De gauche à droite : [V(H2O)6]2+ (violet), [V(H2O)6]3+ (vert), [VO(H2O)5]2+ (bleu) et [VO(H2O)5]3+ (jaune).

Le vanadium est un métal blanc, brillant, dur et ductile. Il possède une bonne résistance à la corrosion par les composés alcalins, ainsi qu'aux acides chlorhydrique et sulfurique. Il s'oxyde rapidement à environ 660 °C. Le vanadium possède une bonne force structurelle ainsi qu'une faible section efficace d'interaction avec les neutrons de fission, ce qui le rend utile dans les applications nucléaires. C'est un métal qui présente à la fois des caractéristiques acide et basique.
Les états d'oxydation communs du vanadium sont +2, +3, +4 et +5. Une expérience consistant à réduire du vanadate d'ammonium par du zinc métallique permet de démontrer par calorimétrie les quatre états d'oxydation du vanadium.

Un état d'oxydation +1 existe aussi, mais il est plus rare.

## Histoire
La première découverte de l'élément a lieu à Mexico en 1801 par Andrés Manuel del Río, un minéralogiste hispano-mexicain travaillant sur un minéral qu'il baptisa « plomb brun » (maintenant appelé vanadinite). Cependant, des doutes subsistent, et del Rio se range finalement aux avis du chimiste français Hippolyte-Victor Collet-Descotils et du baron Alexander von Humboldt en déclarant que le nouvel élément n'est en réalité que du chrome impur,.
En 1830, le Suédois Nils Gabriel Sefström redécouvre de façon certaine le vanadium en travaillant sur des minerais de fer. Le nom qu'il donne alors à l'élément vient de Vanadis, « Dís des Vanir », autre nom de Freyja, déesse scandinave de la beauté. Plus tard la même année, Friedrich Wöhler confirma les travaux de Del Rio.
Le vanadium métallique fut isolé par Henry Enfield Roscoe en 1867. Celui-ci réduisit du chlorure de vanadium (VCl3) avec du dihydrogène.
Cependant, l'usage empirique du vanadium en métallurgie est bien plus ancien, puisqu'il remonte au Moyen Âge. Ce métal est en effet nécessaire, sous forme de traces, à l'obtention au sein de l'acier martelé des célèbres motifs qui ont fait la renommée des lames dites « de Damas ». Des concentrations descendant jusqu'à seulement 0,003 pour cent en volume se sont révélées suffisantes pour induire le processus d'agrégation du carbone en feuillets. C'est cette structure en feuillets qui permet d'obtenir lors du forgeage, par enlèvement judicieux de matière, les motifs tels que « roses » et « échelles de Mahomet ». On pense que cet apport fortuit en vanadium provenait des cendres de végétaux utilisés lors du processus de fonte des lingots de fer. La raréfaction des gisements utilisés, ou le changement des méthodes de fonte, conduisirent apparemment, il y a plus de deux siècles, à l'arrêt de cet apport. Sans qu'ils puissent en connaître la cause, les maîtres forgerons ne purent plus induire les motifs de damasquinage dans leurs lames, et le secret involontaire de leur fabrication fut donc perdu. Il ne fut redécouvert que récemment, à la suite d'études métallurgiques et de travaux de forge poussés.

## Usages

### Métallurgie
Environ 80 % du vanadium produit est utilisé dans le ferro-vanadium et comme additif dans certains aciers, tels que les aciers inoxydables (ex : acier chirurgical). Mélangé à l'aluminium et au titane on l'utilise aussi dans la fabrication des moteurs de jet et de dispositifs médicaux (ex : implants orthopédiques).

### Autres utilisations
- Le pentoxyde de vanadium (V2O5) est utilisé dans les céramiques et comme catalyseur ; c'est aussi un des responsables de la corrosion chaude par des gaz (fluxage).
- Le vanadium est utilisé pour stocker l'énergie électrique dans des batteries à flux, encore peu répandues et en cours de développement[12] (2007).
- Des composés de vanadium sont utilisés comme catalyseurs pour la synthèse de l'acide sulfurique, de l'anhydride maléique, de 2,5-diformylfurane[13], gas de synthèse[14] ou de l'acide acrylique[15],[16],[17],[18].
- Le vanadate de bismuth peut être utilisé pour la synthèse électrocatalytique de peroxyde d'hydrogène[19], tandis que l'oxyde de vanadium pour le dégagement électrolytique d'hydrogène à partir d'électrolytes contenant un halogène[20].
- On le trouve dans le pigment bleu vanadium.

### Utilisations envisagées par le passé

#### Traitement du diabète
Le vanadium a été très étudié durant une trentaine d'années et particulièrement dans les années 1990 dans l'espoir de l'utiliser contre le diabète car le vanadate et le vanadyle de vanadium montraient des propriétés insulino-sensibilisantes supérieures à celles des sulfonyl-urées et de la metformine, avec des effets indésirables alors supposés minimes (aux doses et durées de traitement qui étaient proposées). Cependant les effets positifs constatés lors de traitements courts étaient contrebalancés par la toxicité croissante du vanadium accumulé dans l'organisme en cas de traitement sur le temps long (nécessaire dans le cas du diabète).
Selon une revue d'étude récemment publiée (2016), cette piste de recherche est maintenant abandonnée, et n'est plus qu'une « curiosité scientifique » pour l'histoire des sciences et celle de la médecine.

#### Chimiothérapie
Presque toutes les études sur sa possible cancérogénicité (faites dans les années 1980-1990 sur différents types de cellules) ont conclu que les sels de vanadium sont des cancérigènes potentiels,,,,. Il présente aussi des effets mutagène potentiels au moins en partie induit par l'espèce d'oxygène réactif dérivée du vanadium dans la cellule. 
Mais d'autres métaux ou métalloïdes cancérigènes sont utilisés en chimiothérapie. La toxicité cellulaire et les actions biochimiques de certains sels de vanadium en ont fait des candidats médicaments pour la prévention du développement de certaines tumeurs et/ou cancers (car en laboratoire ils ont pu limiter le phénomène de carcinogenèse induite par des produits chimiques cancérigènes sur les animaux). Ces composés semblent agir en modifiant l'activité de diverses enzymes xénobiotiques en inhibant certains métabolites actifs dérivés de composés carcinogènes. Plus précisément ces composés inhiberaient les Tyrosine phosphatases dans la cellule et/ou leur activation, ce qui dans les deux cas conduit à activer des voies de transduction du signal se concluant par l'apoptose voire à l'activation de gènes dits « suppresseurs de tumeurs ». Certains composés du vanadium stoppent aussi le cycle cellulaire et/ou la cytotoxicité par clivage et fragmentation de l'ADN et lipoperoxydation de la membrane plasmique. Une inhibition du potentiel métastatique des cellules cancéreuses pourrait être induit par une modulation par le vanadium de molécules adhésives cellulaires ; il diminuerait aussi la résistance aux médicaments antinéoplasiques. Dans une chimiothérapie, il se montre moins toxique que d'autres métaux ou agent antitumoraux organiques.

## Biologie et toxicologie

### Oligo-élément
À faible dose, le vanadium est un oligoélément et un composant essentiel de certaines enzymes.
Son rôle d'oligoélément a été démontré chez les rats et les poulets qui en ont besoin d'une quantité infinitésimale pour éviter certaines déficiences dans la croissance et la reproduction. Au début des années 2000, il n'était pas encore démontré chez l'Homme, mais en 2017 son rôle d'oligoélément semble faire consensus pour l'Homme également. Récemment Panchal & al. ont estimé qu'il était utile, avec un cocktail d'autres éléments (à très faibles doses) pour éviter le syndrome métabolique.

### Présence dans les écosystèmes
Le vanadium est très faiblement présent en solution dans l’océan (de 1 à 3 μg/L) ; par exemple 1,22 μg/L en moyenne dans l'eau du fond du Golfe du Saint-Laurent et 1,19 μg/L en Atlantique Nord ou de 1,2 à 1,8 μg/L en mer des Sargasses, 1,53 à 2,03 μg/L dans le Pacifique. Il a rarement été mesuré sur la frange littorale, mais quelques études ont trouvé des taux variant de 0,61 μg.l−1 à 7,1 μg.l−1 sur le littoral de la Mer Noire.
Dans l'air ou dans l'eau, il provient essentiellement des émissions volcaniques, de l'érosion des sols et roches ou de sources anthropiques telles que les effluents des usines produisant l'oxyde de titane qui en contiennent beaucoup (ex. : 317 t/an apporté par la Seine en Baie de Seine). Dans le monde, les fleuves en introduiraient ainsi 312 000 t/an dans l'océan.
La pollution de l'air par la combustion d'hydrocarbures pétroliers en est une autre source ; le pétrole brut koweïtien ou d’Arabie saoudite en renferme par exemple de 29 à 60 mg par kg de pétrole, soit un apport de 12 000  à   24 000 t/an dont 10 à 15 % rejoignent la mer via les pluies). Plus de la moitié (53 %) de tout le vanadium de l'air serait ainsi d'origine anthropique.
La pollution des sols et de l'eau est aussi localement en grande partie anthropique ; c'est le cas dans certaines régions industrielles, minières ou pétrolifères du monde. Là une grande partie du vanadium trouvé dans l'eau et les écosystèmes provient des hydrocarbures. Les cokes de pétrole qui ont concentré le vanadium lors du raffinage en libèrent dans l'eau (par lixiviation) à des taux écotoxicologiquement préocupants (seuil de toxicité environnementale atteinte). C'est le cas dans les régions d'exploitation des sables bitumineux, notamment dans la région de l'Athabasca (Alberta, Canada) qui contiennent des quantités significaties de vanadium. Dans cette région ont récemment (2017) étudiés le phytoplancton et le zooplancton ; Schiffer & Liber ont montré que le vanadium dans les eaux de surface a atteint les seuils de toxicité pour le phytoplancton et plus encore le zooplancton (qui y est plus sensible). Or ces deux catégories d'organismes forment la base de la chaine alimentaire des milieux aquatiques et du réseau trophique.

### Présence dans les organismes
En 2018 en France le « Volet périnatal » du programme national de biosurveillance a publié une évaluation de l'imprégnation des femmes enceintes pour le vanadium (et 12 autres métaux ou métalloïdes ainsi que quelques polluants organiques). Le dosage urinaire du vanadium a été fait dans les urines de 990 femmes enceintes au moment de leur arrivée à la maternité. Elles faisaient toutes partie de la « Cohorte Elfe », un panel ne comprenant que des femmes ayant accouché en France en 2011 hors Corse et TOM. 96 % de ces 990 femmes présentaient une quantité détectable de vanadium dans leurs urines ;  et la concentration urinaire moyenne (moyenne géométrique) de vanadium était : 0,28 μg/L (0,38 μg/g de créatinine). Peu d'autres références scientifiques permettent des comparaisons, mais les auteurs notent que ces taux sont plus bas que ceux déjà observés en France au sein de la population générale mais dépassent ceux observés en Belgique.

### Toxicité
Des effets toxiques et écotoxiques ont été constatés chez diverses espèces animales et végétales notamment parce que le vanadium peut inhiber certaines réactions enzymatiques et perturber le système endocrinien des mammifères. Nombre de ses composés ont aussi des effets toxiques (notamment étudiés et démontrés chez le rat de laboratoire).
Sa toxicité aiguë pour l'homme semble modérée, mais il peut avoir des effets néfastes et mortels à haute-dose et des effets secondaires reprotoxiques et génotoxiques préoccupants.
L'exposition aux composés du vanadium chez les humains (comme chez l'animal) montre des effets variables selon le composé et selon la dose, la voie et à la durée d'exposition. Les formes les plus toxiques du vanadium (en toxicité aiguë) sont le vanadium(V) et ses composés, plus toxiques que le vanadium(IV). De plus les oxydes de vanadium sont également plus toxiques que les sels de vanadium. La toxicité de court, moyen et long terme des composés de vanadium varie aussi selon le taux d'accumulation du métal dans certains organes et tissus de l'organisme exposé (qui varie avec l'âge).
Toxicité cellulaire : Selon Evangelou (2002), une majorité des cascades d'événements induits dans la cellule par le vanadium sont liées aux espèces réactives de l'oxygène générées par des réactions de type Fenton et/ou surtout par le NADPH au moment de la réduction intracellulaire de V(V) en V(IV).
Toxicité systémique : Le vanadium est aussi un perturbateur endocrinien : on a montré in vitro et in vivo qu'il mime l'insuline, en interférant donc avec le métabolisme des sucres. Il est également reprotoxique et il nuit au développement de l'embryon et de l'enfant, avec des effets antihyperglycémiques et hypotensifs.
Des sels de vanadium ont beaucoup été testés dans les années 1990 avec l'espoir (déçu depuis) qu'il fasse un bon médicament chez l'homme contre le diabète sucré et certaines coronaropathies. Ces tests ont néanmoins permis d'en savoir plus sur sa toxicité et celle de ses composés (pour l'Homme et l'animal de laboratoire). Les effets toxiques directs ou secondaire décrits dans ce cadre étaient notamment :
- un léger dérèglement gastro-intestinal[39],[40],[41] durant au plus 4 semaines après l'exposition brève, c'est l'un des premiers symptômes les plus courants.
- Une anorexie avec perte de poids et douleurs abdominales apparue après une exposition plus longue (ex : 125 mg/jour de sel de vanadium durant 5 mois induisait ces effets chez près de la moitié des patients traités pour coronaropathie [42]. Selon Fawcett et al. par voie orale le sulfate de vanadyle ne semble pas avoir d'effets chez l'Homme sur les cellules sanguines, la viscosité et la biochimie du sang[41].

Des études sur des animaux de laboratoire ont mis en évidence d'autres effets toxiques. Une exposition aiguë ou longue induit un affaiblissement avec perte d'appétit et de poids, déshydratation. Puis des hémorragies nasales et/ou pulmonaires sont constatées, avec nécrose des tissus lymphoïdes, et nécrose tubulaire rénale conduisant à la mort (symptômes déduits d'administrations sous-cutanées ou intrapéritonéales de composés de vanadium à des animaux de laboratoire),.
- Perturbations fonctionnelles du foie et des reins (l'un des effets les plus fréquents).
- Altérations histopathologiques du foie, de la rate et des reins, dose-dépendants ; par voie orale une exposition au NaVO3) (5 à 10 μM dans l'eau potable) durant 3 mois cause des lésions histopathologiques légères et dose-dépendantes dans les reins et la rate. Dans le même temps on mesure un taux anormalement élevé d'urée et d'acide urique chez les animaux les plus exposés[45].
- Aberrations chromosomiques.
- Aneuploïdie dans la moelle osseuse (chez la souris de laboratoire traitée par du sulfate de vanadyle, de l'orthovanadate de sodium et du sulfate d'ammonium[46]. L'orthovanadate (en injection intrapérinéale de 10 mg/kg/jour durant 8 jours chez des rats) ont induit une néphrotoxicité dont la gravité variait selon l'âge de l'animal traités[46].
- Inhibitions significatives de l'activité générale et de l'apprentissage (chez le rat de laboratoire exposé 8 semaines par voie orale à 4,1 et 16,4 mg/kg/jour de vanadium[47].
- Reprotoxicité (et trouble du développement) (diminution du nombre de nouveau-nés viables et trouble du développement fœtal, observée chez les rats et des souris de laboratoire pour divers composés du vanadium[48],[38]. D'autres études sur des rats sains et diabétiques n'ont pas observé d'effets significatifs sur le sang[49], la fonction hépatique et rénale ni d'anomalies morphologiques spécifiques dans divers organes[50] (par exemple après exposition du rat Wistar per os de sulfate de vanadyle et de complexe V(III)-cystéine[51]. De plus, l'administration orale à long terme (entre 4 et 6 mois) de vanadium (III et IV) à des doses V quotidiennes de 0,5 mg / kg / jour, induite par aucun effet toxique chez des rats porteurs de tumeurs[pas clair][52],[53].
- Génotoxicité. Elle a été observée dans les cellules de foie, rate, cœur et moelle osseuse (chez des souris mâles traitées par 5,75 et 23,0 μg/g en injections intrapéritonéales de pentoxyde de vanadium (V2O5)[54].

### Ecotoxicité
Une phytotoxicité a été démontré in vitro dès quelques mg/L chez des algues d'eau douce cultivées en laboratoire,, et chez le zooplancton (qui s'y montre plus vulnérable que le phytoplancton). La mort des microcrustacés se fait sans toxicité sublétale apparente, ce qui plaide pour une mort par déséquilibre ionique qui survient brutalement au-dessus d'un certain seuil.
Chez l'animal, les études ont principalement porté sur les effets de l'exposition de rats et souris de laboratoire à divers composés du vanadium. Par exemple la dose létale sur 9 jours pour la moule a été évaluée à 65 mg/litre , cependant d'autres organismes marins supportent le vanadium et le concentrent (les Tunicata (Urochordés) ont une concentration interne de vanadium jusqu'à un million de fois supérieure à celle de l'eau où ils vivent), mais souvent en l'« inertant » (seule une faible partie est assimilée, le reste étant fixé ou métabolisé et excrété).
À titre d'exemple, en Suède, 23 bovins (dans un troupeau de 98) sont morts en 10 jours par intoxication aiguë à la suite de l'ingestion d'herbe contaminée par du vanadium provenant d'un épandage de laitier métallurgique).

### Antidotes et chélateurs
Comme pour d'autres métaux toxiques, des chélateurs peuvent diminuer la toxicité du vanadium et de ses sels (plus ou moins selon l'espèce chimique en cause,) mais avec les effets secondaires des chélateurs et de la chélation.
Une étude a en 2016 montré un effet protecteur d'extraits végétaux de Sesamum indicum contre certains effets.

## Occurrence et gisements
On ne trouve pratiquement pas de vanadium libre dans la nature, mais on le trouve sous forme liée dans au moins 65 minéraux comme la patronite (VS4), la vanadinite (Pb5(VO4)3Cl), et la carnotite (K2(UO2)2(VO4)2.3H2O) ; parfois aussi dans la tanzanite. Le vanadium est également présent dans la bauxite, ainsi que dans les roches carbonées comme le pétrole, le charbon et le bitume. En 2011, du vanadium natif a été découvert parmi les sublimés des fumerolles du volcan Colima, au Mexique.
En Algérie, il est présent à hauteur de 350 000 tonnes/km2 dans certaines roches, soit potentiellement 200 milliards de tonnes contenus dans le Sahara algérien exploitable.
Le spectre du vanadium a aussi été détecté dans la lumière du Soleil et dans celle d'autres étoiles.

## Production et économie

### Techniques de production
La principale source de vanadium sont les réserves de titanomagnétite. Du vanadium est également extrait de la carnotite. Le minerai de vanadium est rarement exploité seul dans un gisement, se présentant généralement comme un sous-produit de l'extraction d'une autre matière.
Après extraction, la titanomagnétite est réduite par du charbon à haute température, donnant des scories contenant la majorité du titane et de la fonte brute contenant la majeure partie du fer et du vanadium. De l'oxygène est ensuite insufflé à la fonte brute en fusion, résultant sur un autre type de scorie contenant de l'ordre de 12 à 24 % de pentoxyde de vanadium (V2O5).
Après extraction, la carnotite est traitée par de l'acide sulfurique à chaud et un oxydant comme le chlorate de sodium pendant 24 heures. Après filtration, le lixiviat, qui contient le vanadium et l'uranium, est placé en contact d'un solvant contenant une amine, de l'isodécanol et du kérosène qui retire l'uranium du lixivat. Le vanadium est ensuite extrait du lixiviat par un solvant adapté, exposé à une solution de carbonate de sodium et précipité sous forme de vanadate d'ammonium par réaction avec du sulfate d'ammonium. Le vanadate est récolté par filtration puis séché et thermolysé en pentoxyde de vanadium.
Le pentoxyde de vanadium peut être réduit pour produire du vanadium par réaction avec du calcium ou de l'aluminium ou utilisé dans la production de ferrovanadium (où il sera réduit en vanadium par de l'aluminium, puis dissout dans le fer en fusion).

### Commerce
En 2014, la France est importatrice nette de vanadium, d'après les douanes françaises. Le prix moyen à la tonne à l'import était de 24 000 €.